# NGC 5421
NGC 5421 – galaktyka spiralna z poprzeczką znajdująca się w Gwiazdozbiorze Psów Gończych. Odkryta została 19 czerwca 1880 przez francuskiego astronoma Édouarda Stephana. Wraz z PGC 49949 tworzy galaktykę podwójną - Arp 111.
W galaktyce tej w 2012 r. odkryto supernową SN 2012T.